# Autorretrato como Santa Catalina de Alejandría
Autorretrato como Santa Catalina de Alejandría es una pintura de 1615-1617, de la artista barroca italiana Artemisia Gentileschi. Muestra a la artista disfrazada de Catalina de Alejandría. Está en la colección de la National Gallery, que lo compró en 2018 por £3,6. millones. De estos, cerca de £2,7 millones provienen del grupo The American Friends of the National Gallery of London, agrupación que apoya el acceso a la colleción de la galería para fines educativos.
Fue pintada durante la época de Gentileschi en Florencia,y es similar a su Santa Catalina de Alejandría (c. 1619), que se encuentra en la Galería Uffizi. Pertenece a las pinturas de mujeres mártires que Gentileschi hizo después de su famoso juicio por violación de 1612, donde ella –a diferencia de los acusados– fue sometida a tortura para probar la veracidad de su testimonio.

## Descripción
La figura se muestra en una vista de tres cuartos con una rueda de púas rota; según la tradición este fue el instrumento de tortura al que fue sometida Santa Catalina de Alejandría antes de ser decapitada.En su otra mano sostiene una rama de palma, que también era un símbolo tradicional del mártir. Debajo del pañuelo lleva una corona, que sugiere su estatus real. Sin embargo, se cree que fue añadido posteriormente, junto con el halo. La investigación actual sobre las obras contemporáneas de Artemisia sugiere que esta pieza comenzó como un autorretrato y fue modificada luego para representar a la santa.

## Procedencia
El propietario original del Autorretrato de Gentileschi como Santa Catalina se desconoce, al igual que su paradero hasta principios de la década de 1940, cuando Charles Marie Boudeville le dejó la pintura a su hijo. La pintura permaneció en la colección privada de Boudeville hasta el 19 de diciembre de 2017, cuando fue vendida an Hôtel Drouot de París por 2,4 millones de euros. El precio de remate fue de 1,9 millones de euros y estuvo muy por encima de la estimación original de 300.000 a 400.000 euros.
La obra fue adquirida por los distribuidores londinenses Robilant+Voena y superó el precio récord de Gentileschi de 2014 por su María Magdalena en éxtasis. En julio de 2018, la Galería Nacional de Londres anunció que había comprado la pintura a los marchantes por 3,6 millones de libras esterlinas (equivalentes a 4,7 millones de dólares estadounidenses). Este es el primer cuadro de una artista mujer adquirido por la Galería Nacional desde 1991, cuando fueron donados cinco cuadros de Paula Rego al museo. Al adquirirlo, la Galería Nacional restauró el cuadro.

## Otros autorretratos realizados por Artemisia Gentileschi

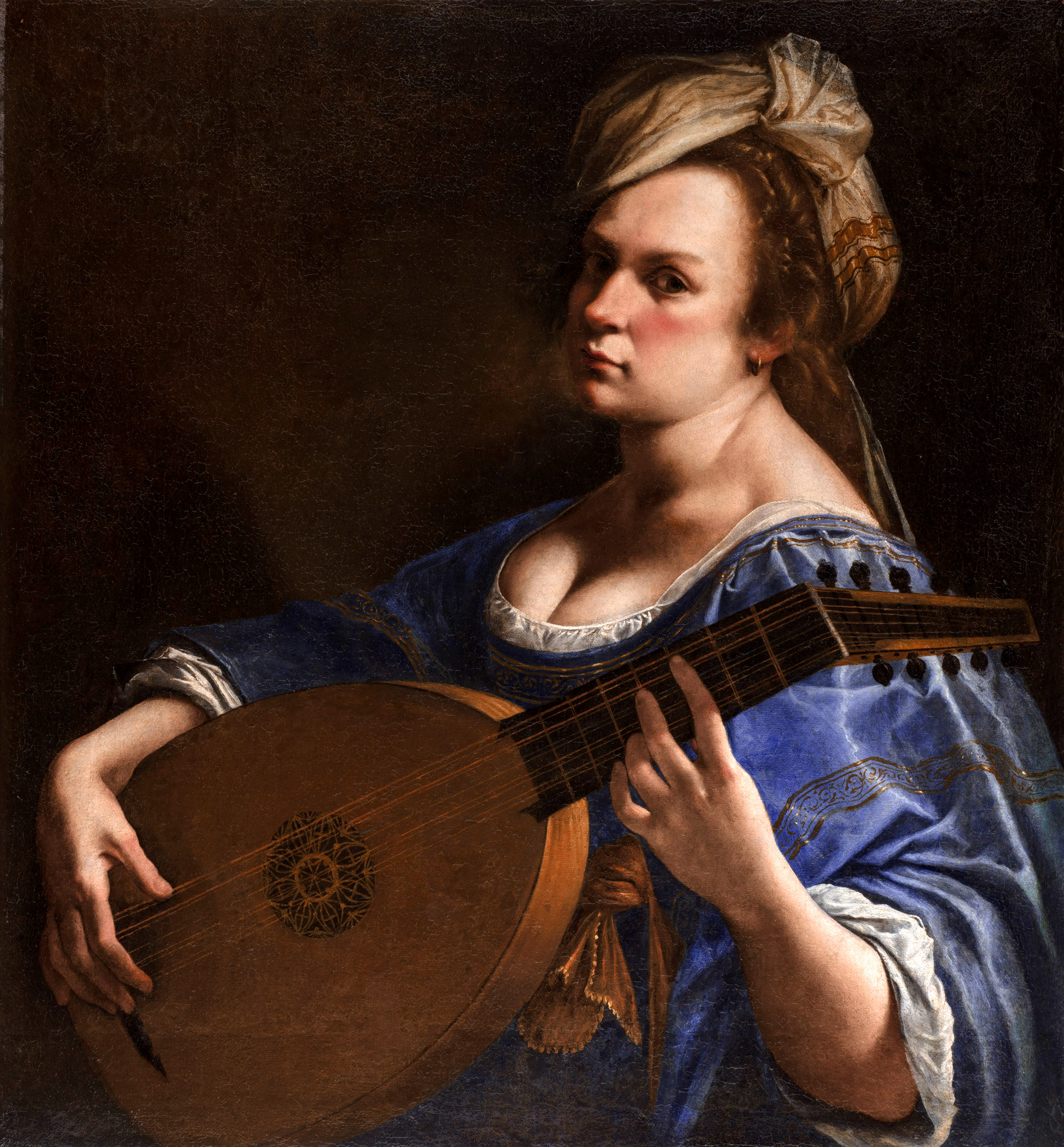
Autorretrato como laudista
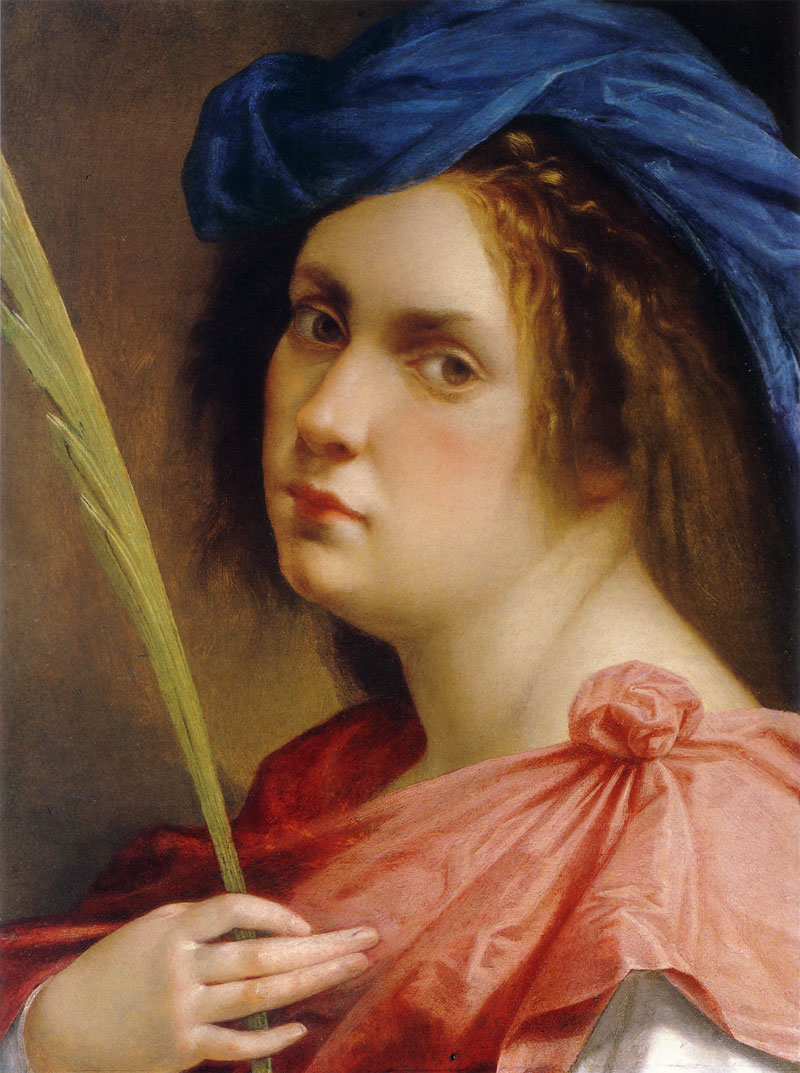
Autorretrato de mujer mártir
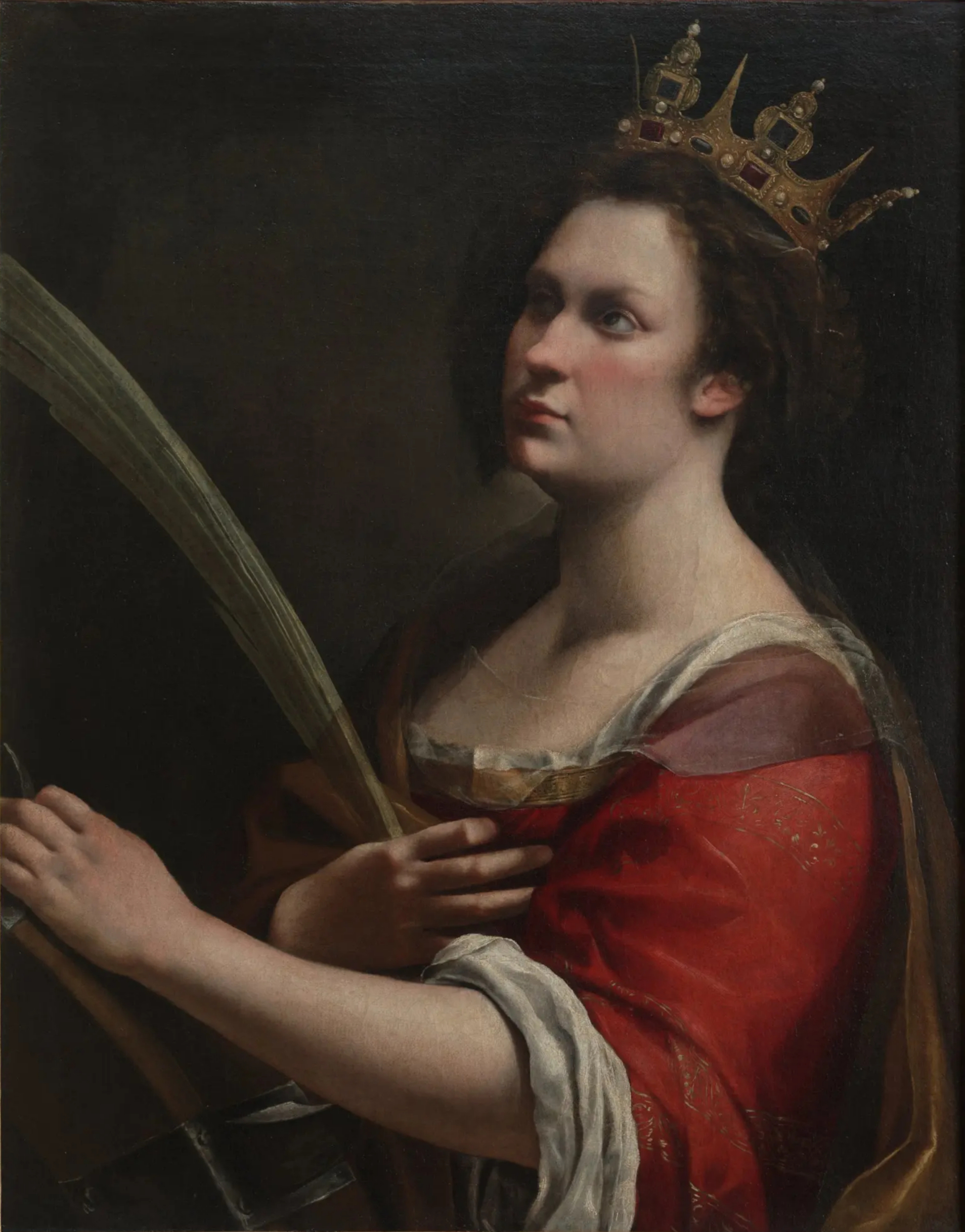
Santa Catalina de Alejandría, Uffizi